# Cher (département)
Pour les articles homonymes, voir Cher.
Le Cher (/ʃɛʁ/) est un département français de la région Centre-Val de Loire qui tient son nom de la rivière Cher. L'Insee et La Poste lui attribuent le code 18. Sa préfecture est Bourges et les sous-préfectures sont Vierzon et Saint-Amand-Montrond.

## Toponymie
Son nom provient de la rivière du même nom.

## Géographie

### Situation

Carte détaillée du département du Cher avec ses réseaux routier et hydrologique principaux.

Le Cher s'étend sur 7 235 km2. Le Cher formait autrefois avec le département de l'Indre la province du Berry. Il fait aujourd'hui partie de la région Centre-Val de Loire et est limitrophe des départements de l'Indre, de Loir-et-Cher, du Loiret, de la Nièvre, de l'Allier et de la Creuse.

### Départements limitrophes
Les départements sont : le Loir-et-Cher (au nord-ouest), l'Indre (à l'ouest), la Creuse (au sud), l'Allier (du sud au sud-est), la Nièvre (à l'est) et le Loiret (au nord).

### Relief
Adossé au sud aux premiers contreforts du Massif central, à l'est aux douces collines du Sancerrois (429 m à la Motte d'Humbligny) bordées par le cours de la Loire, le département s'ouvre à l'ouest sur la Champagne berrichonne et au nord-ouest sur la plaine solognote. Son point culminant est Le Magnoux (504 m), situé à l'extrémité méridionale du territoire. L'endroit où le Cher sort du département en constitue l'altitude la plus faible : 89 m.

### Principaux cours d'eau
De nombreuses rivières traversent son territoire, dont les noms se retrouvent mêlés aux toponymes communaux : l'Auron, la Sauldre, l'Yèvre, la Vauvise, le Cher :
| - Airin - Allier - Arnon - Aubois - Auron - Barangeon - Boute Vive - Cher - Colin - Fouzon - Grande Sauldre - Joyeuse - Judelle - Langis - Marmande - Moulon | - Nère - Notreure - Oizenotte - Ouatier - Petite Sauldre - Pozon - Rère - Salereine - Sauldre - Sinaise - Sologne - Théols - Vauvise - Voiselle - Yèvre |

### Climat
| Mois                                  | jan.             | fév.             | mars            | avril           | mai            | juin          | jui.            | août            | sep.            | oct.           | nov.            | déc.           | année |
| ------------------------------------- | ---------------- | ---------------- | --------------- | --------------- | -------------- | ------------- | --------------- | --------------- | --------------- | -------------- | --------------- | -------------- | ----- |
| Température minimale moyenne (°C)     | −0,9             | 1,2              | 3               | 4,8             | 8,7            | 11,5          | 13,8            | 13,6            | 10,8            | 7,6            | 3,5             | 1,8            | 6,8   |
| Température maximale moyenne (°C)     | 6,6              | 8,4              | 12              | 14,6            | 18,9           | 22,1          | 25,5            | 25,4            | 21,6            | 16,3           | 10,4            | 7,5            | 15,8  |
| Record de froid (°C) date du record   | −20,4 16/01/1985 | −16,4 14/02/1956 | −11,3 1/03/2005 | −3,7 12/04/1986 | −2,6 7/05/1957 | 3,4 5/06/1969 | 4,6 10/07/1948  | 4,6 22/08/1946  | 1,8 20/09/1962  | −5 30/10/1997  | −9,1 24/11/1998 | −14 20/12/1946 |       |
| Record de chaleur (°C) date du record | 17,6 30/01/2002  | 22,6 24/02/1960  | 29,4 25/03/1955 | 29,4 16/04/1949 | 32 27/05/2005  | 38 27/06/2011 | 39,6 28/07/1947 | 44,2 11/08/2019 | 35,1 16/09/1961 | 31,7 1/10/1985 | 22,7 3/11/1994  | 20 16/12/1989  |       |
| Précipitations (mm)                   | 56,1             | 58,2             | 53              | 58,3            | 78,5           | 58,8          | 59,8            | 50,8            | 62,6            | 66,7           | 64,1            | 65,7           | 732,6 |
| Nombre de jours avec précipitations   | 12               | 10               | 10              | 10              | 12             | 9             | 8               | 7               | 9               | 10             | 11              | 11             | 119   |

| Diagramme climatique                                  |            |       |             |             |              |              |              |              |             |             |            |
| J                                                     | F          | M     | A           | M           | J            | J            | A            | S            | O           | N           | D          |
| 6,6−0,956,1                                           | 8,41,258,2 | 12353 | 14,64,858,3 | 18,98,778,5 | 22,111,558,8 | 25,513,859,8 | 25,413,650,8 | 21,610,862,6 | 16,37,666,7 | 10,43,564,1 | 7,51,865,7 |
| Moyennes : • Temp. maxi et mini °C • Précipitation mm |            |       |             |             |              |              |              |              |             |             |            |

### Régions naturelles
Ce sont :
- la Champagne berrichonne (ouest et sud-ouest), région de culture intensive et des vignobles du Quincy ;
- la Sologne berrichonne (nord-ouest), région de forêts ;
- le Sancerrois, le Pays-Fort (nord-est), régions de polyculture ;
- le Boischaut Sud, région de bocage ;
- le Val de Germigny, ancienne région d'élevage et de polyculture.

Paysages du Cher
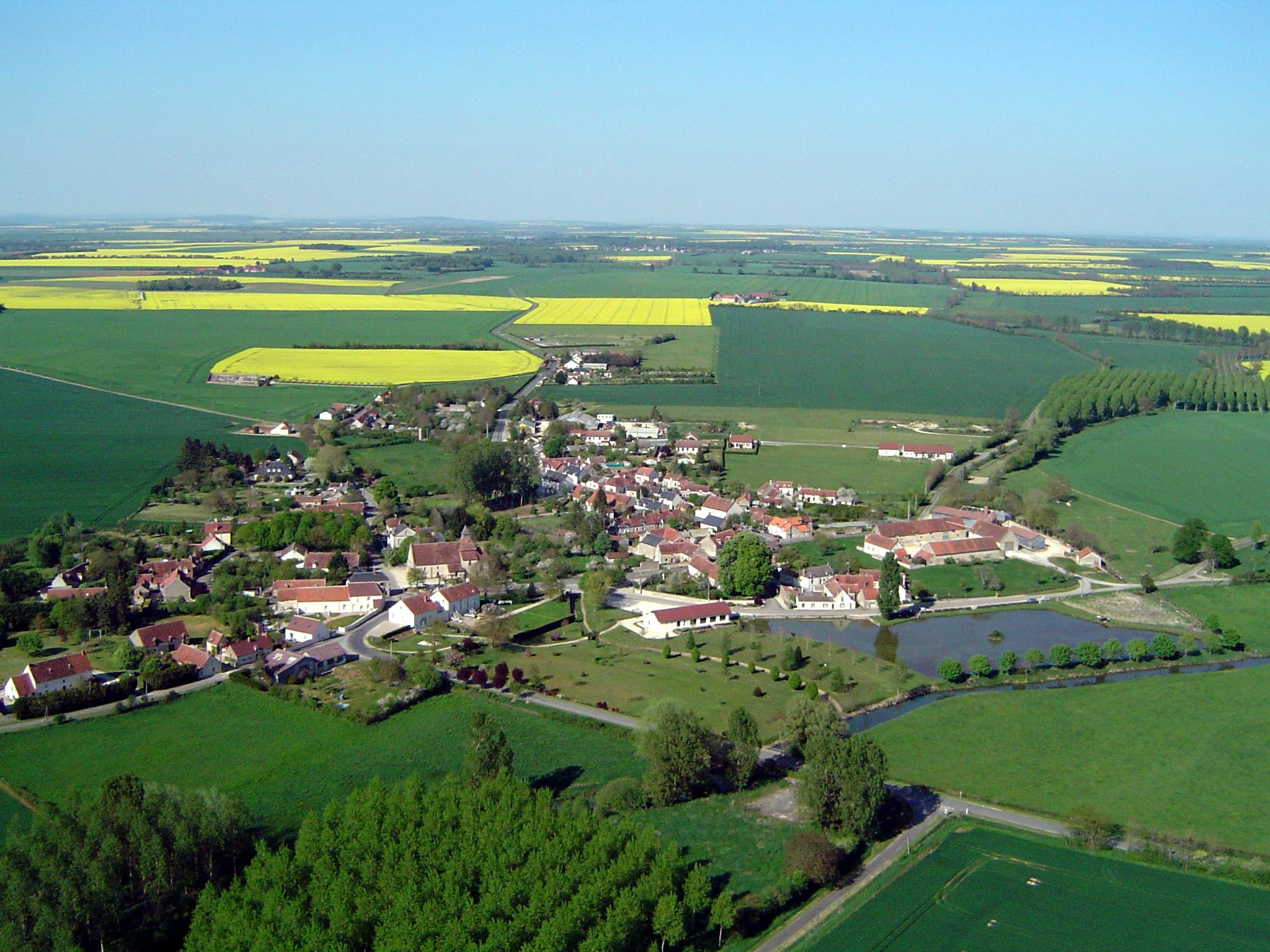
La plaine de Champagne berrichonne à Osmery.
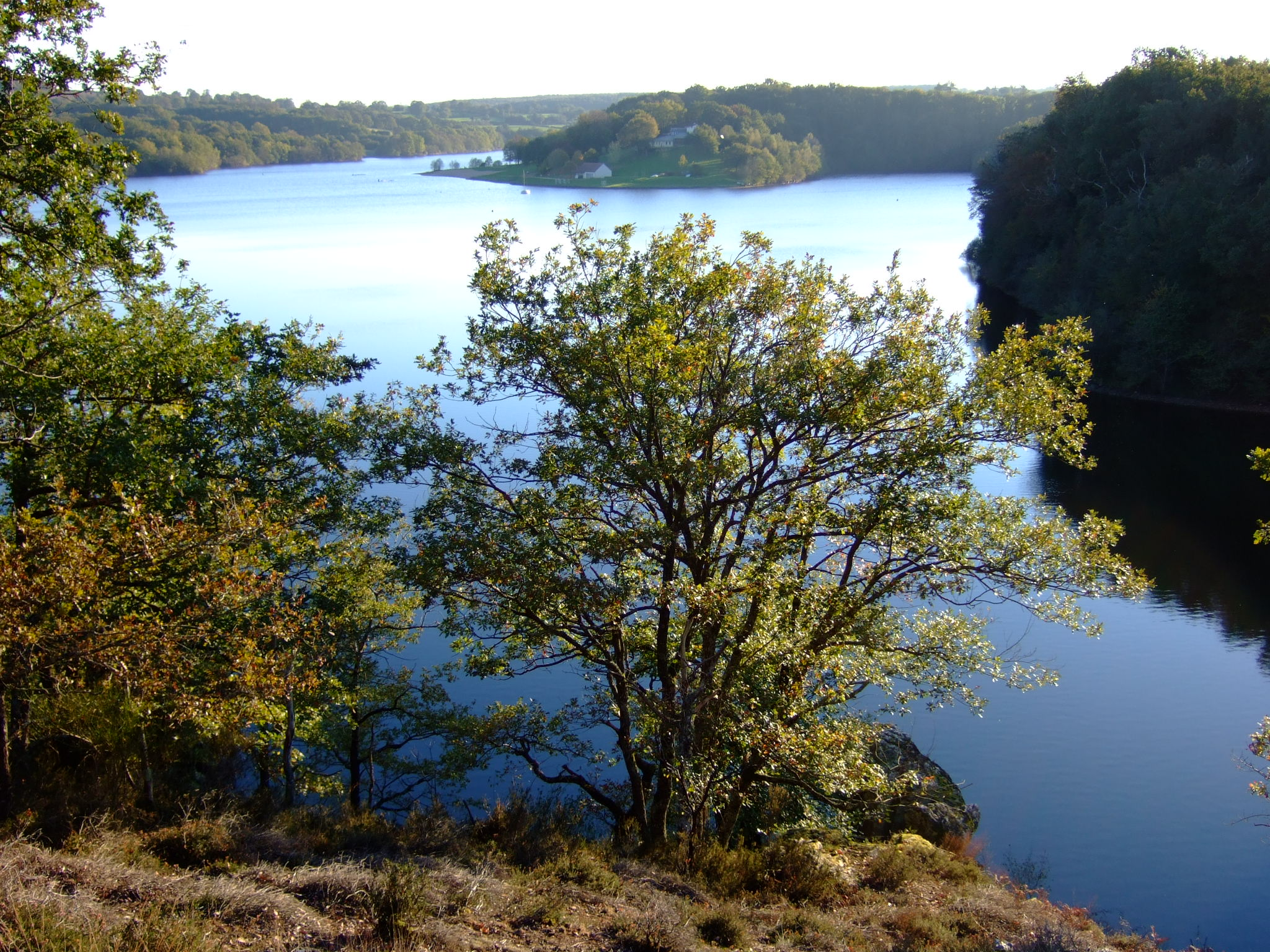
Le lac de Sidiailles.
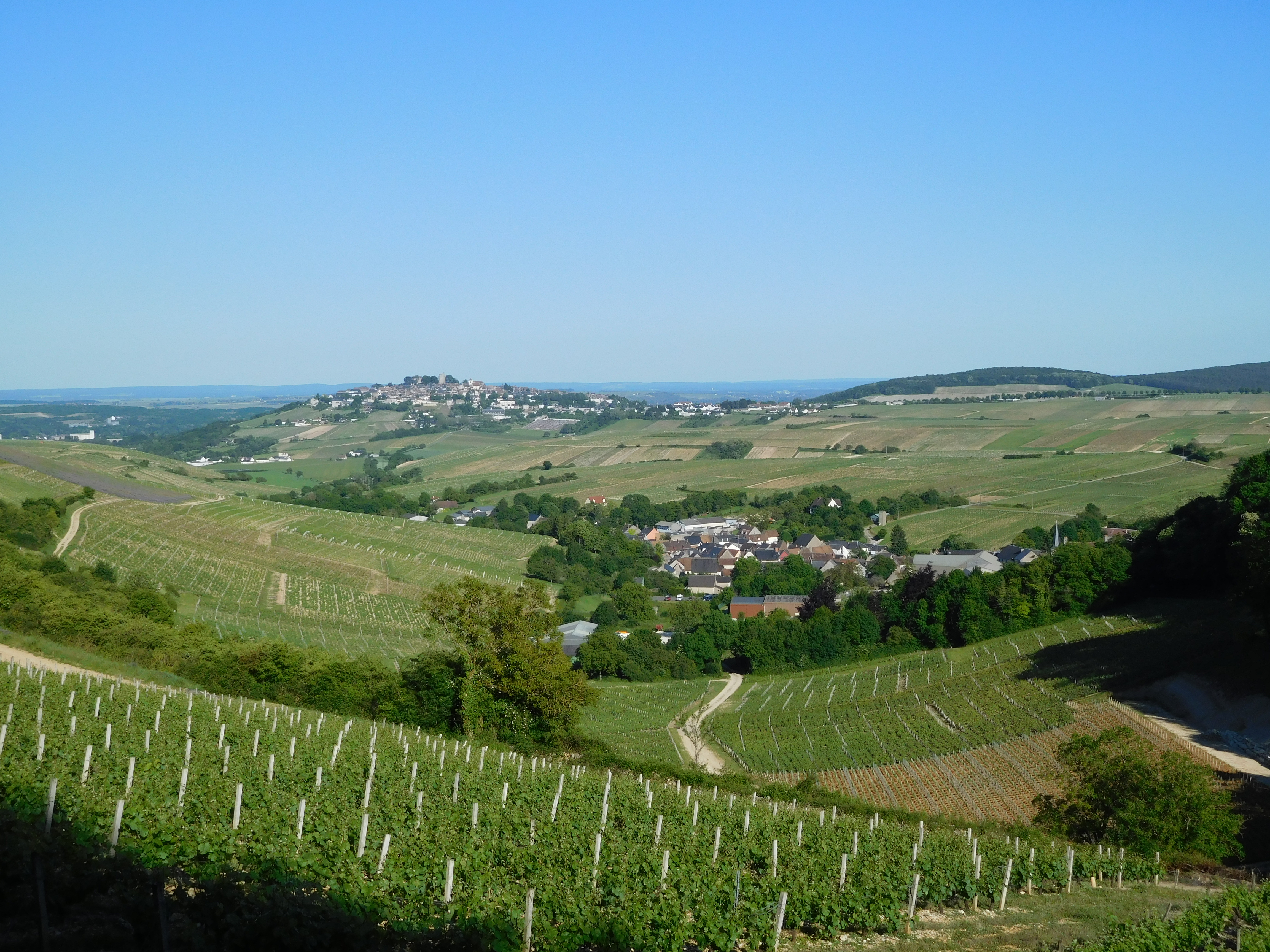
Chavignol et Sancerre.
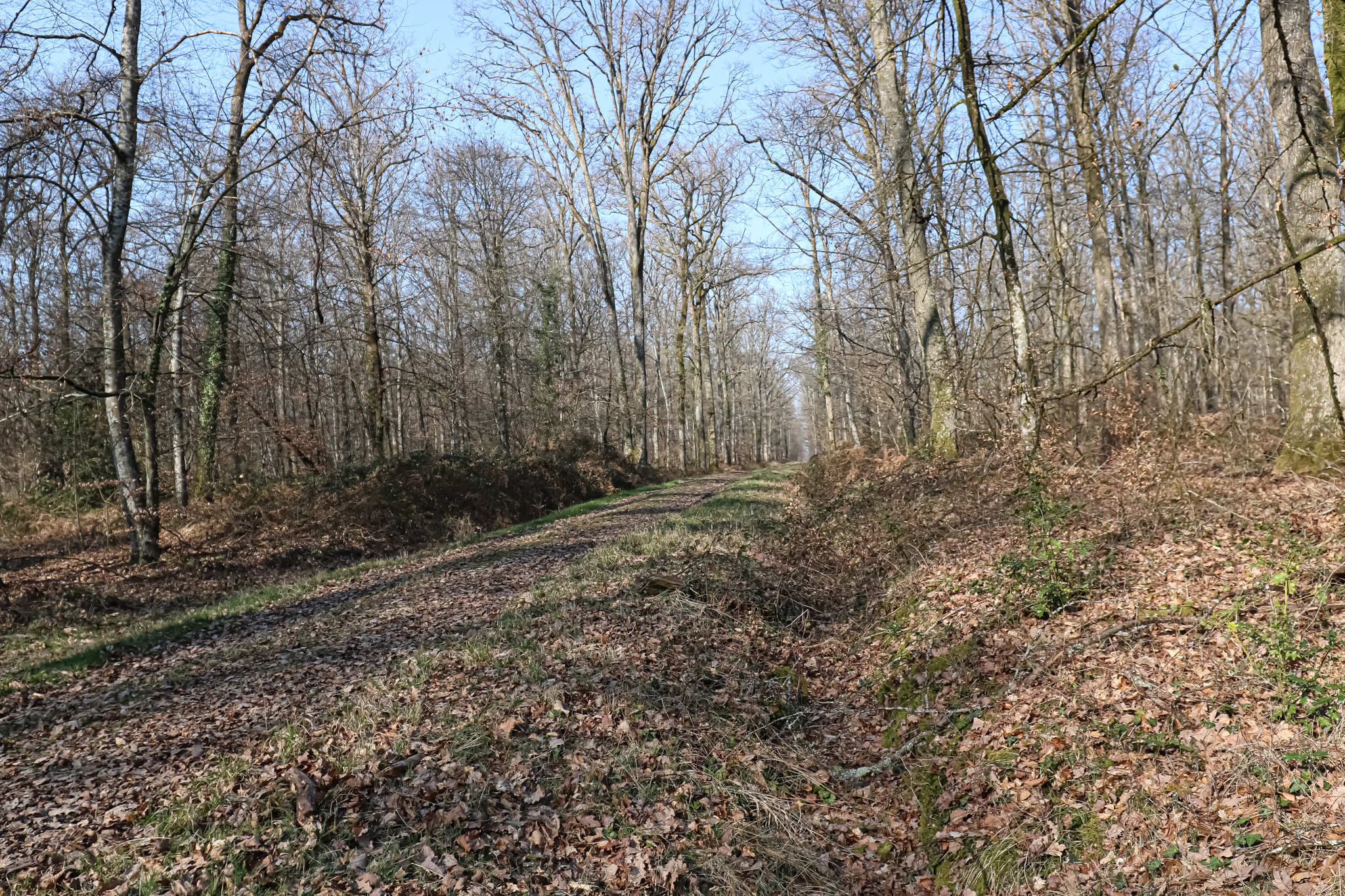
Le Massif Domanial de Vierzon

### Voies de communication et transports

#### Réseau routier

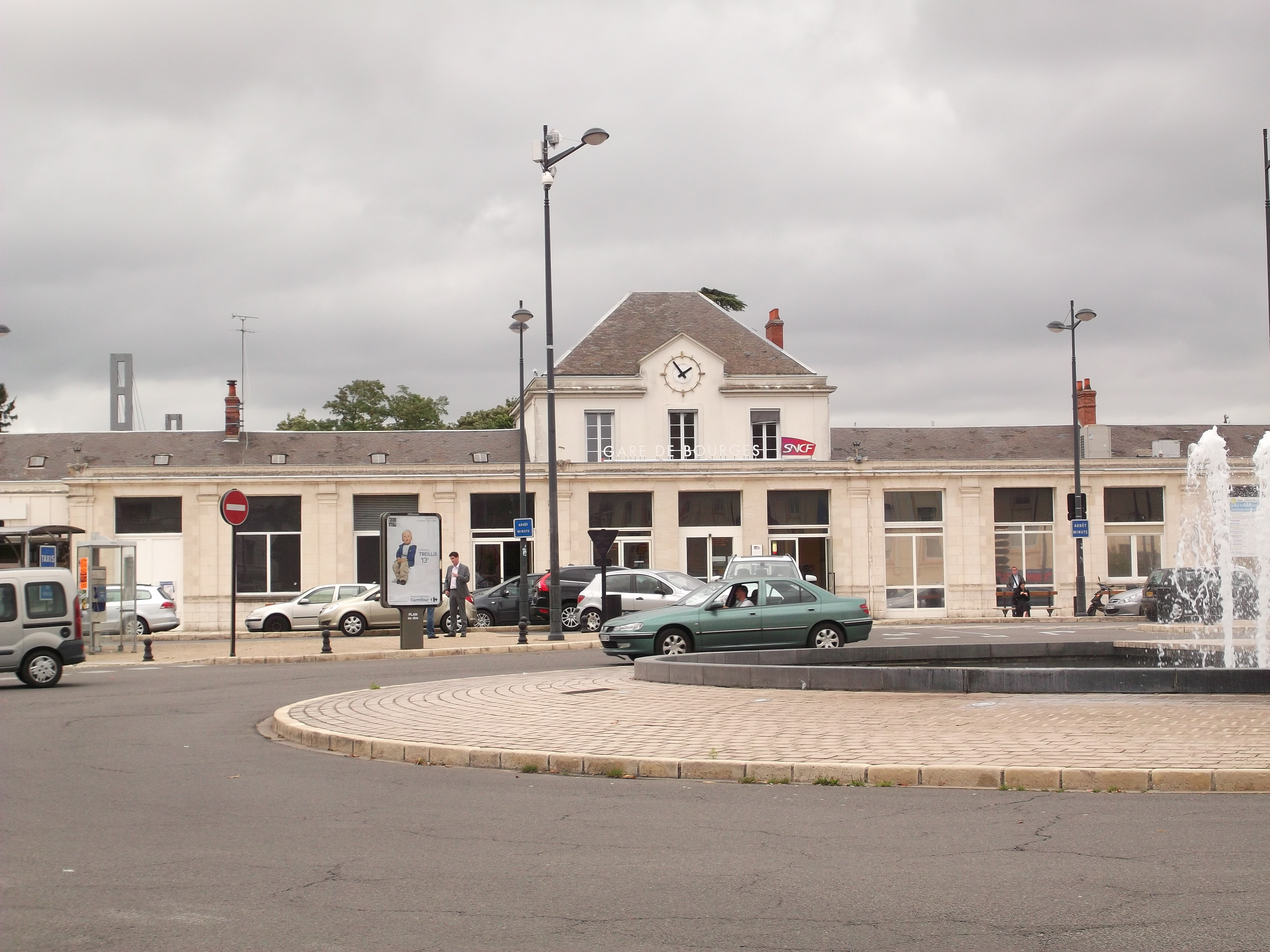
La gare de Bourges.

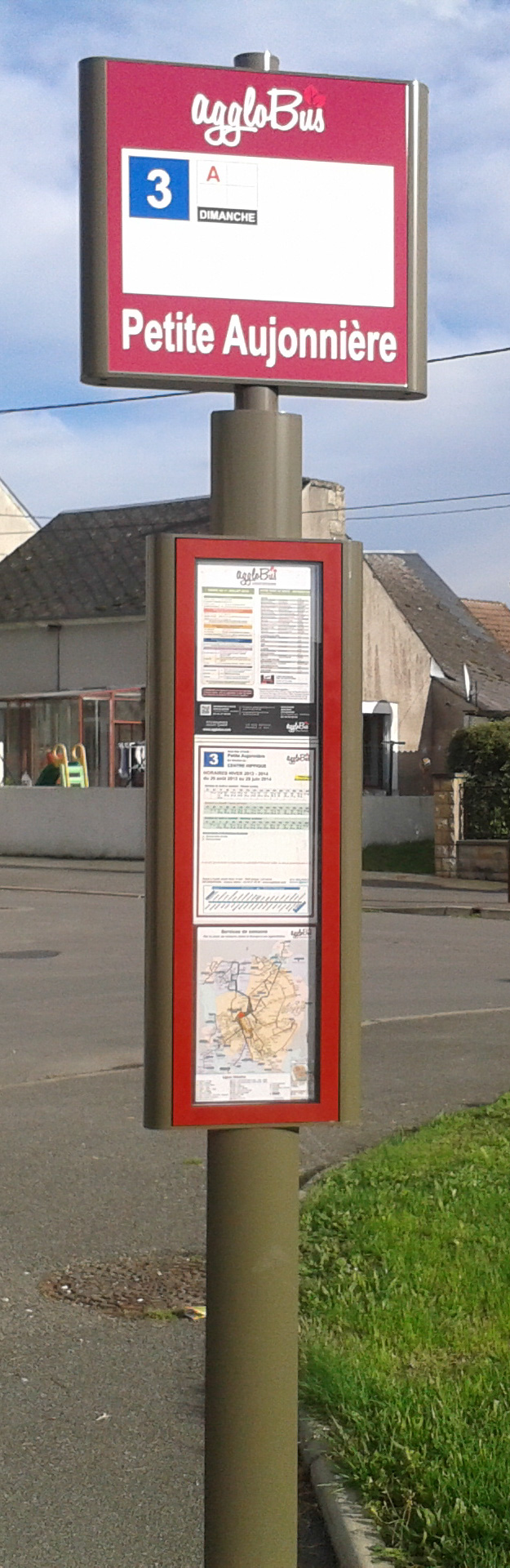
Un arrêt de bus du réseau AggloBus.

Au 31 décembre 2010, la longueur totale du réseau routier du département du Cher est de 9 882 km, se répartissant en 124 km d'autoroutes, 82 km de routes nationales, 4 615 km de routes départementales et 5 061 km de voies communales. Il occupe ainsi le 63e rang au niveau national sur les 96 départements métropolitains quant à sa longueur et le 84e quant à sa densité avec 1,4 km par kilomètre carré de territoire.

#### Transport ferroviaire
Le département fut autrefois traversé par trois lignes ferroviaires, qui sont les lignes de Vierzon à Saincaize, de Bourges à Miécaze et d'Auxy - Juranville à Bourges.
Aujourd’hui seules les deux premières sont encore en service, au moins partiellement.

#### Autobus / autocars
Le département est desservi par les 19 lignes du réseau Lignes 18, qui est géré par le conseil départemental du Cher. De plus, les lignes d'autocars TER Centre-Val de Loire traversent le département.
L'agglomération de Bourges est desservie par les 19 lignes du réseau AggloBus.
La ville de Saint-Amand-Montrond est desservie par une ligne du réseau pépita. Vierzon est desservie par trois lignes du réseau Le Vib.

#### Transport aérien
Le département possède un aéroport qui est situé sur la ville de Bourges. (agglomération de Bourges).

## Héraldique
| Armes du Cher | Les armes du Cher se blasonnent ainsi : D'azur semé de fleurs de lys d'or, à la bordure engrêlée cousue de gueules, à la fasce ondée d'argent brochant sur le tout. |

Comme celles de l'autre département avec lequel le Cher formait le duché de Berry, l'Indre, elles dérivent des armoiries de l'ancienne province, une brisure des armes royales de France constituée par la bordure engrêlée de gueules et montrant que le duché avait échu à un prince royal (en l'occurrence en 1360 à Jean de Berry, troisième fils du roi Jean II le Bon).
La fasce ondée d'argent symbolise la rivière Cher.
Ce blason, proposé par l'héraldiste Robert Louis en 1950, n'est pas reconnu officiellement par les autorités du département, et n'est en pratique pas utilisé.

## Histoire

Le Cher et les provinces qui occupaient son territoire avant 1790 : le Berry, le Bourbonnais, le Nivernais et l'Orléanais.

Le département a été créé à la Révolution française, le 4 mars 1790 en application de la loi du 22 décembre 1789, à partir d'une partie de la province du Berry, du Bourbonnais, du Nivernais (vallée de l'Aubois) et de l'Orléanais.

Carte du Cher (1790)

## Politique
- Liste des conseillers départementaux du Cher
- Liste des députés du Cher
- Liste des préfets du Cher
- Liste des sénateurs du Cher
- Liste des communes du Cher
- Liste des anciennes communes du Cher

## Medias

### Presse écrite
- Le quotidien Le Berry républicain couvre l'ensemble du département. Le siège est situé à Bourges et des agences locales sont basées à Vierzon, Saint-Amand-Montrond, Sancerre et Aubigny-sur-Nère.
- L'hebdomadaire La Voix du Sancerrois.
- L'hebdomadaire L'Écho du Berry situé à Saint-Amand-Montrond.
- L'hebdomadaire Le Journal de Gien (sur les anciens cantons d'Argent-sur-Sauldre et d'Aubigny-sur-Nère).
- Le Petit Berrichon.
- Le Petit Solognot, sur les cantons de Vierzon, Aubigny-sur-Nère, Argent-sur-Sauldre et La Chapelle-d'Angillon.
- La Bouinotte

## Administration et politique

### Découpage administratif et électoral

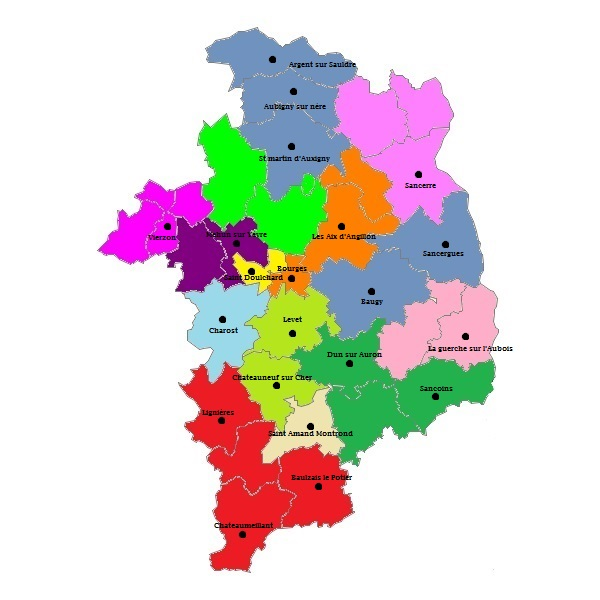
La carte des cantons.

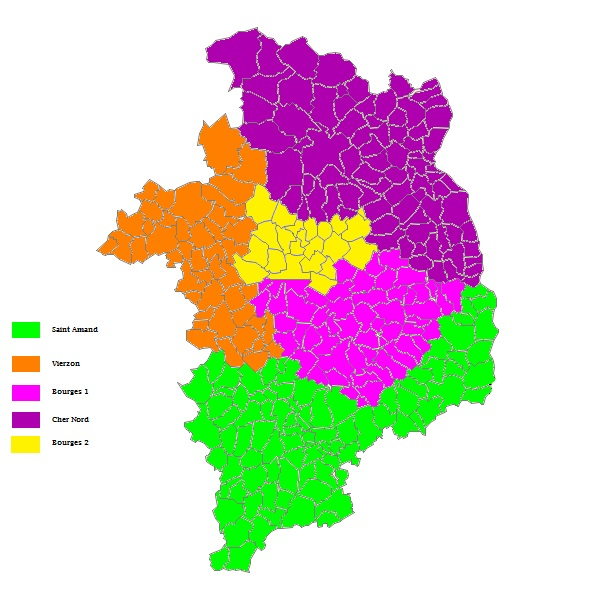
La carte des circonscriptions.

Le département du Cher est subdivisé en 3 arrondissements, 19 cantons, 287 communes et 22 intercommunalités.

### Enseignement

#### Collèges
Le département compte vingt-sept collèges publics dont six dans la ville de Bourges.
| Nom du collège               | Nom de la commune       |
| ---------------------------- | ----------------------- |
| Collège Albert-Camus         | Vierzon                 |
| Collège Axel Kahn            | Châteaumeillant         |
| Collège Béthune-Sully        | Henrichemont            |
| Collège Claude-Debussy       | La Guerche-sur-l'Aubois |
| Collège Édouard-Vaillant     | Vierzon                 |
| Collège Fernand-Léger        | Vierzon                 |
| Collège Francine-Leca        | Sancerre                |
| Collège Axel Kahn            | Le Châtelet             |
| Collège George-Sand          | Avord                   |
| Collège Gérard-Philipe       | Aubigny-sur-Nère        |
| Collège Irène-Joliot-Curie   | Mehun-sur-Yèvre         |
| Collège Jean-Moulin          | Saint-Amand-Montrond    |
| Collège Jean-Renoir          | Bourges                 |
| Collège Jean-Rostand         | Saint-Germain-du-Puy    |
| Collège Jean-Valette         | Saint-Amand-Montrond    |
| Collège Jules-Verne          | Bourges                 |
| Collège Julien-Dumas         | Nérondes                |
| Collège le Colombier         | Dun-sur-Auron           |
| Collège le Grand-Meaulnes    | Bourges                 |
| Collège Littré               | Bourges                 |
| Collège Louis-Armand         | Saint-Doulchard         |
| Collège Marguerite-Audoux    | Sancoins                |
| Collège Philibert-Lautissier | Lignières               |
| Collège Roger-Martin du Gard | Sancergues              |
| Collège Saint-Exupery        | Bourges                 |
| Collège Victor-Hugo          | Bourges                 |
| Collège Voltaire             | Saint-Florent-sur-Cher  |

#### Lycées
Le département compte dix-neuf lycées dont dix dans la ville de Bourges.
| - École privée Pigier Bourges Bourges - Lycée Alain-Fournier Bourges - Lycée Jacques-Cœur Bourges - Lycée Marguerite-de-Navarre Bourges - Lycée Pierre-Émile-Martin Bourges - Lycée privé Saint-Jean-Baptiste-de-la-Salle Bourges - Lycée privé Sainte-Marie-Saint-Dominique Bourges - Lycée professionnel Jacques-Cœur Bourges - Lycée professionnel Jean-de-Berry Bourges - Lycée professionnel Jean-Mermoz Bourges | - Lycée Édouard-Vaillant Vierzon - Lycée Henri-Brisson Vierzon - Lycée professionnel Henri-Brisson Vierzon - Lycée professionnel Jean-Moulin Saint-Amand-Montrond - Lycée Jean-Moulin Saint-Amand-Montrond - Lycée professionnel Jean-Guéhenno Saint-Amand-Montrond - Lycée d'enseignement professionnel agricole privé Lignières - Lycée d'enseignement professionnel agricole privé Bengy-sur-Craon - Lycée d'enseignement général et technologique agricole de Bourges Le Subdray |

### Santé
Le département dispose de six hôpitaux : 
- clinique Guillaume-de-Varye, Saint-Doulchard ;
- clinique Les Grainetières, Saint-Amand-Montrond ;
- centre hospitalier, Saint-Amand-Montrond ;
- centre hospitalier Jacques-Cœur, Bourges ;
- hôpital Local, Sancerre ;
- centre hospitalier, Vierzon.

## Économie

### Vignobles et viticulture
- Quincy (AOC), Vin blancs classés en Appellation d'origine contrôlée (AOC) ;
- Sancerre (AOC), Vins blancs, rouges et rosés, classés en Appellation d'origine contrôlée.

## Démographie
Un climat doux, un relief peu agressif, de l'eau à profusion ont aidé à une dispersion du peuplement qui se manifeste dans de très nombreux villages ou hameaux encore le plus souvent habités de nos jours.
Il ne semble pas y avoir de nom particulier pour désigner les habitants du Cher. On les appelle, en référence à l'ancienne province du Berry dont est issu le département, les Berrichons.
| 1791    | 1801    | 1806    | 1821    | 1826    | 1831    | 1836    | 1841    | 1846    |
| ------- | ------- | ------- | ------- | ------- | ------- | ------- | ------- | ------- |
| 207 541 | 217 785 | 228 158 | 239 561 | 248 589 | 256 059 | 276 853 | 273 645 | 294 540 |

| 1851    | 1856    | 1861    | 1866    | 1872    | 1876    | 1881    | 1886    | 1891    |
| ------- | ------- | ------- | ------- | ------- | ------- | ------- | ------- | ------- |
| 306 261 | 314 844 | 323 393 | 336 613 | 335 392 | 345 613 | 351 405 | 355 349 | 359 276 |

| 1896    | 1901    | 1906    | 1911    | 1921    | 1926    | 1931    | 1936    | 1946    |
| ------- | ------- | ------- | ------- | ------- | ------- | ------- | ------- | ------- |
| 347 725 | 345 543 | 343 484 | 337 810 | 304 800 | 298 398 | 293 918 | 288 695 | 286 070 |

| 1954    | 1962    | 1968    | 1975    | 1982    | 1990    | 1999    | 2006    | 2011    |
| ------- | ------- | ------- | ------- | ------- | ------- | ------- | ------- | ------- |
| 284 376 | 293 514 | 304 601 | 316 350 | 320 174 | 321 559 | 314 428 | 314 675 | 311 694 |

| 2016    | 2021    | 2022    | - | - | - | - | - | - |
| ------- | ------- | ------- | - | - | - | - | - | - |
| 307 110 | 299 573 | 299 496 | - | - | - | - | - | - |

### Communes les plus peuplées
| Nom                     | Code Insee | Intercommunalité                                | Superficie (km2) | Population (dernière pop. légale) | Densité (hab./km2) | Modifier                                    |
| ----------------------- | ---------- | ----------------------------------------------- | ---------------- | --------------------------------- | ------------------ | ------------------------------------------- |
| Bourges                 | 18033      | CA Bourges Plus                                 | 68,74            | 64 238 (2022)                     | 935                | modifier les données · modifier les données |
| Vierzon                 | 18279      | CC Vierzon-Sologne-Berry                        | 74,50            | 25 254 (2022)                     | 339                | modifier les données · modifier les données |
| Saint-Amand-Montrond    | 18197      | CC Cœur de France                               | 20,17            | 9 690 (2022)                      | 480                | modifier les données · modifier les données |
| Saint-Doulchard         | 18205      | CA Bourges Plus                                 | 24,01            | 9 650 (2022)                      | 402                | modifier les données · modifier les données |
| Saint-Florent-sur-Cher  | 18207      | CC FerCher - Pays Florentais                    | 22,41            | 6 416 (2022)                      | 286                | modifier les données · modifier les données |
| Mehun-sur-Yèvre         | 18141      | CA Bourges Plus                                 | 24,45            | 6 394 (2022)                      | 262                | modifier les données · modifier les données |
| Aubigny-sur-Nère        | 18015      | CC Sauldre et Sologne                           | 61,53            | 5 464 (2022)                      | 89                 | modifier les données · modifier les données |
| Saint-Germain-du-Puy    | 18213      | CA Bourges Plus                                 | 21,63            | 4 852 (2022)                      | 224                | modifier les données · modifier les données |
| Trouy                   | 18267      | CA Bourges Plus                                 | 23,19            | 4 034 (2022)                      | 174                | modifier les données · modifier les données |
| La Chapelle-Saint-Ursin | 18050      | CA Bourges Plus                                 | 7,83             | 3 687 (2022)                      | 471                | modifier les données · modifier les données |
| Dun-sur-Auron           | 18087      | CC Le Dunois                                    | 50,09            | 3 566 (2022)                      | 71                 | modifier les données · modifier les données |
| La Guerche-sur-l'Aubois | 18108      | CC Portes du Berry, entre Loire et Val d'Aubois | 52,70            | 3 187 (2022)                      | 60                 | modifier les données · modifier les données |
| Sancoins                | 18242      | CC Les Trois Provinces                          | 53,52            | 2 941 (2022)                      | 55                 | modifier les données · modifier les données |
| Avord                   | 18018      | CC La Septaine                                  | 27,98            | 2 908 (2022)                      | 104                | modifier les données · modifier les données |
| Méreau                  | 18148      | CC Cœur de Berry                                | 18,65            | 2 649 (2022)                      | 142                | modifier les données · modifier les données |

## Culture et patrimoine

### Manifestations culturelles
- Printemps de Bourges, festival musical de la chanson
- Nuits lumière de Bourges
- L'Air du temps de Lignières, festival de musique actuelle
- Fêtes franco-écossaises d'Aubigny-sur-Nère
- Musique à Fontmorigny en l'abbaye de Fontmorigny à Menetou-Couture

### Patrimoine culturel et naturel

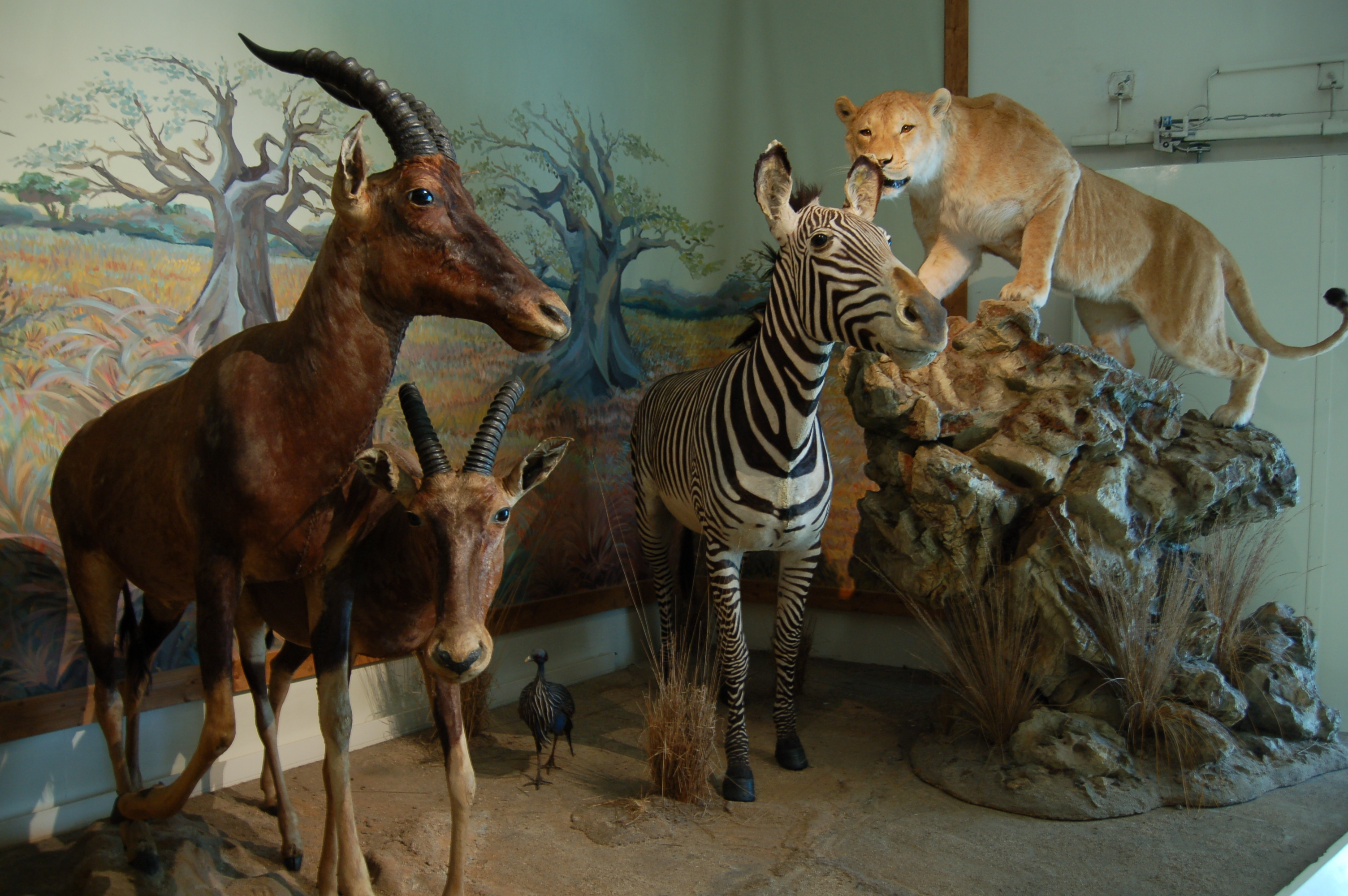
Animaux naturalisés au Muséum de Bourges.

- Muséum d'histoire naturelle Gabriel-Foucher de Bourges
- Musée du Berry (archéologie, arts et traditions populaires) de Bourges
- Musée Maurice-Estève (art contemporain), dans l’ancien hôtel des Échevins, de Bourges
- Hôtel Lallemant (arts décoratifs) de Bourges
- Musée des Meilleurs ouvriers de France de Bourges
- Musée de la Résistance et de la Déportation du Cher de Bourges
- Musée à accès réglementé et restreint du Centre de formation de la défense (CFD), avec des pièces uniques (prototypes et seules restantes des conflits), de Bourges
- Musée archéologique Émile-Chénon de Châteaumeillant
- Musée de la sorcellerie
- Musée des métiers et traditions de France
- Musée Historimage de Neuvy-sur-Barangeon
- Musée Laumônier de la locomotive à vapeur et les collections du musée de Vierzon
- Musée de la photographie de Graçay
- Musée Vassil-Ivanoff de La Borne
- Musée de la poterie
- Maison de la culture de Bourges
- Château d'eau, château d'art de Bourges
- Galerie d'art Capazza au château de Nançay
- Pôle des Étoiles de Nançay
- Espace Métal
- Cité de l'Or
- Maison-école du Grand Meaulnes à Épineuil-le-Fleuriel
- Maison de l'eau
- Pôle de la porcelaine-musée Charles-VII de Mehun-sur-Yèvre
- Maison des Sancerre
- Marais de Bourges
- Jardin de l'Archevêché de Bourges
- Jardin des Prés-Fichaux de Bourges
- Promenade du rempart gallo-romain de Bourges
- Jardin de l'abbaye (square Lucien-Beaufrère) de Vierzon
- Jardin de la Porte-Oison de Sancerre
- Parc floral du château d'Apremont-sur-Allier
- Jardins de Drulon de Loye-sur-Arnon
- Jardins du prieuré d'Orsan de Maisonnais
- Ferme pédagogique du domaine du Travail coquin de Plou

### Patrimoine architectural
Le Cher, région rurale, recèle un patrimoine agricole important, qui rayonne sur ses régions frontalières avec les « granges à auvent ». Ces constructions avaient plusieurs rôles, celui de protéger les portes des intempéries et de créer une extension pour, par exemple, abriter hommes et matériel lors des orages. Les « granges pyramidales » sont quant à elles particulières au nord du Cher. Elles consistent en une charpente supportant une toiture descendant jusqu'au sol.
Les églises berrichonnes sont principalement romanes et possèdent pour beaucoup des fresques anciennes, ainsi qu'un « caquetoire ». On compte en Berry plusieurs clochers tors.
De nombreux châteaux sont visibles et ouverts à la visite, comme ceux de Sagonne, , d'Ainay-le-Vieil ou de Meillant :

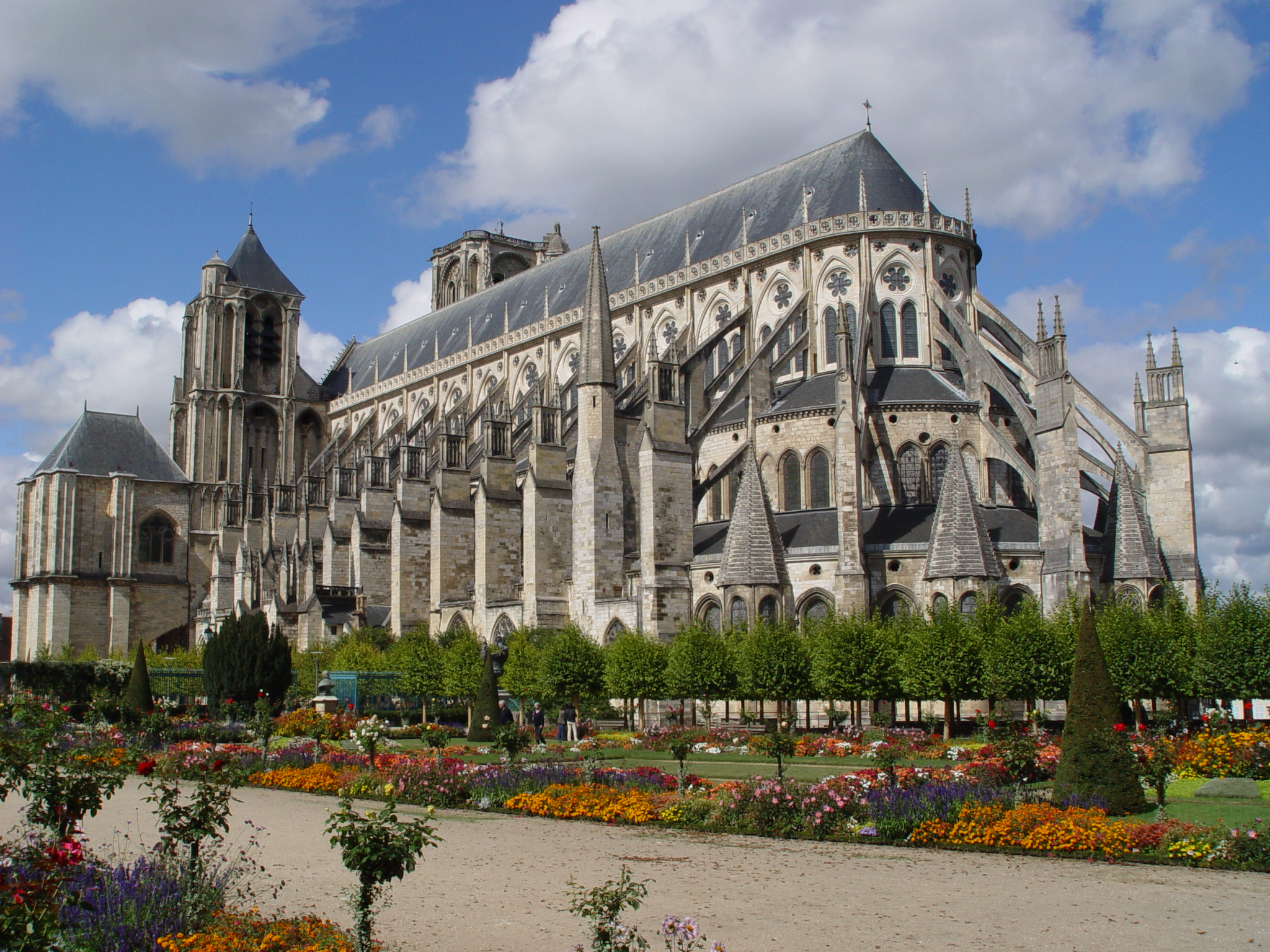
La cathédrale Saint-Étienne de Bourges.
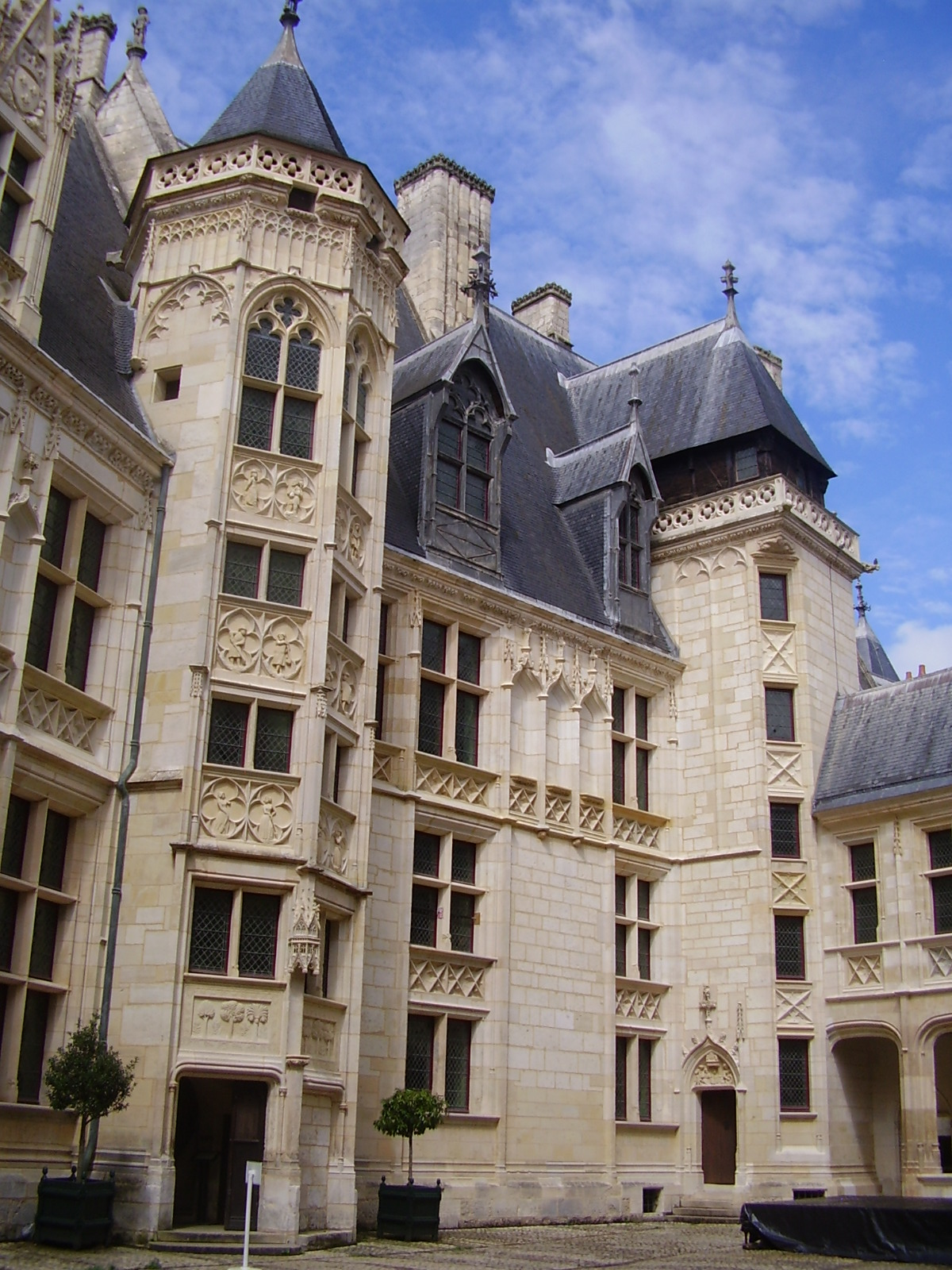
Le palais Jacques-Cœur de Bourges.
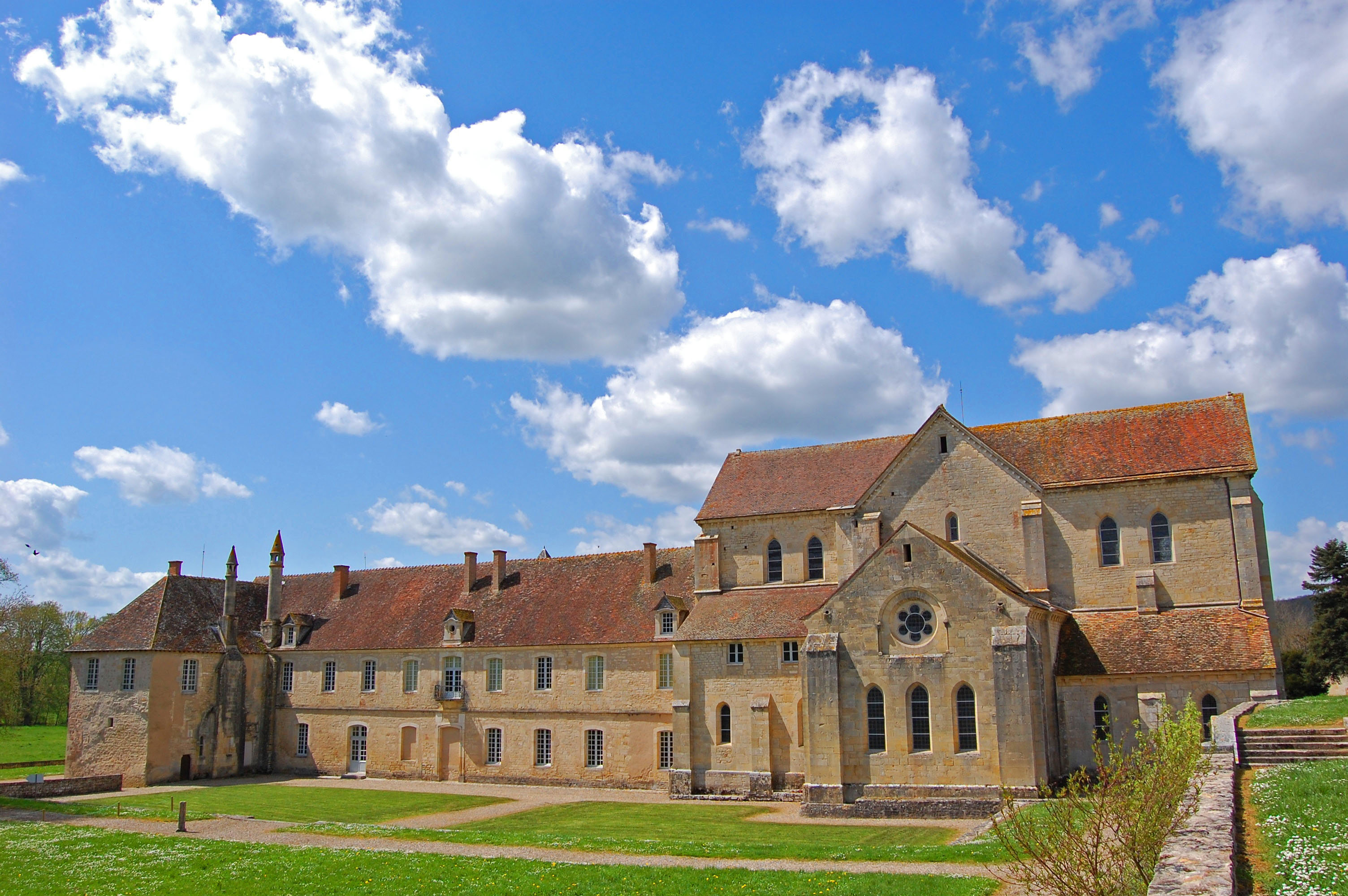
L'abbaye de Noirlac.
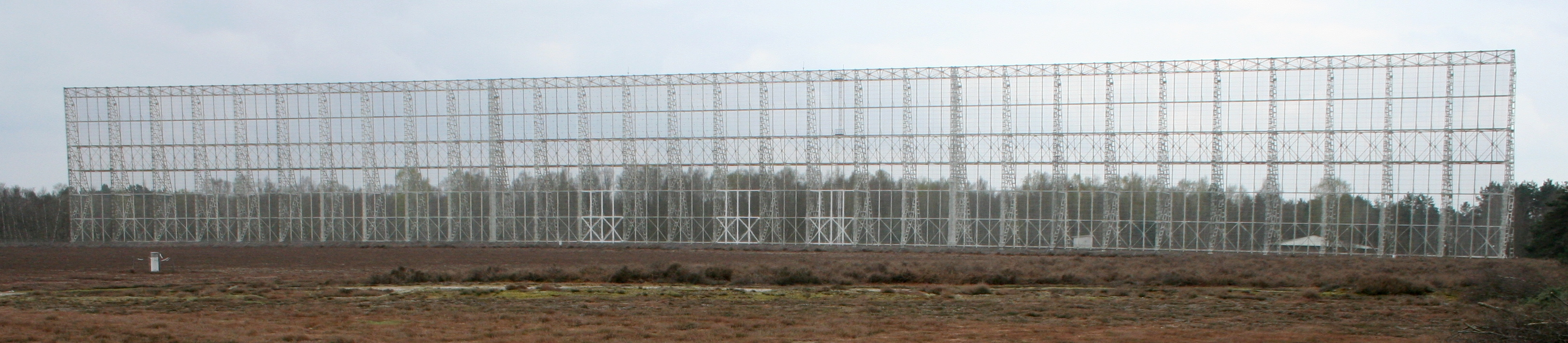
La station de radioastronomie de Nançay.

Voici les bâtiments les plus remarquables :

#### Laïcs
- Palais Jacques-Cœur de Bourges
- Château de la Verrerie à Oizon
- Château des Stuarts à Aubigny-sur-Nère
- Château d'Ainay-le-Vieil
- Château de Boucard au Noyer
- Château de Culan
- Château de Sagonne
- Château de Maupas
- Château de Mehun-sur-Yèvre
- Château de Meillant
- Château de Menetou-Salon
- Château des Senteurs de Blancafort
- Amphithéâtre gallo-romain de Drevant
- Maisons d'Henrichemont
- Maisons à pans de bois de Bourges
- Vieilles maisons de Saint-Amand-Montrond
- Rues anciennes de Sancerre
- Grange pyramidale de Vailly-sur-Sauldre
- Tour des Fiefs de Sancerre
- Tour de Vesvre de Neuvy-Deux-Clochers
- Forteresse bastionnée de Montrond
- Beffroi ou porte de l'Horloge de Dun-sur-Auron
- Station de radioastronomie de Nançay
- Anciennes usines de la Société française de Vierzon

#### Religieux
- Cathédrale Saint-Étienne de Bourges
- Cathédrale de Jean Linard de Neuvy-Deux-Clochers[12]
- Abbaye Notre-Dame de Fontmorigny de Menetou-Couture
- Abbaye de Noirlac
- Église Saint-Martin de Plaimpied
- Église Notre-Dame de Puyferrand au Châtelet
- Collégiale Saint-Austrégésile de Saint-Outrille
- Collégiale Notre-Dame de Mehun-sur-Yèvre
- Église Saint-Amand de Saint-Amand-Montrond
- Église Saint-Genès de Châteaumeillant
- Église Sainte-Solange de Sainte-Solange
- Église Saint-Michel de Chârost
- Église Notre-Dame de Charly
- Église Saint-Martin de Chalivoy-Milon
- Église Saint-Aignan de Brinay
- Église Notre-Dame de Lignières
- Basilique Notre-Dame-des-Enfants de Châteauneuf-sur-Cher
- Prieuré de Fontblanche

## Langues

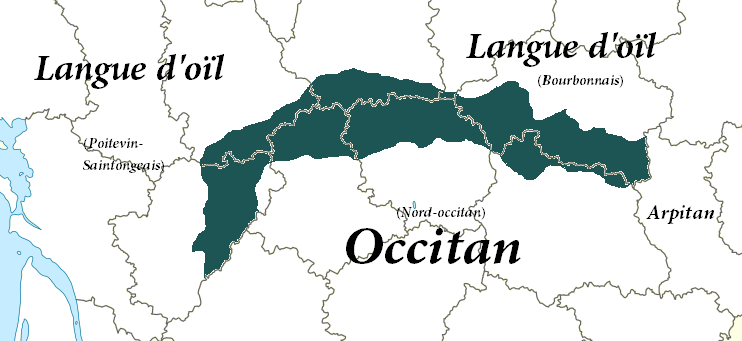
Zone linguistique du Croissant, entre langue d'oïl et langue d'oc selon l'Atlas sonore des langues régionales (CNRS, 2020).

Le français se parle traditionnellement dans tout le département.
Un dialecte de langue d'oïl, le berrichon était parlé dans presque tout le département jusqu'au milieu du XXe siècle. Il se composait d'un nombre important de parlers locaux plus ou moins influencés par les aires dialectales limitrophes (vallée de la Loire, Orléanais et Sologne au nord et à l'ouest, Nivernais à l'est). Le sud-est du département faisait partie de l'ancienne province du Bourbonnais, mais ce dernier faisait toutefois partie du secteur linguistique berrichon. Hormis les groupes folkloriques lors de représentations, seules quelques personnes âgées parlent encore le berrichon.
La pointe sud du département fait partie du Croissant,, zone linguistique où la langue traditionnelle est un intermédiaire et un mélange entre l'occitan et la langue d'oïl,,. Certains termes de ces parlers sont passés dans le français régional :
- le chambra : lê chambra (le grenier à foin en marchois) ;
- une aigasse : aigaçe (giboulée en marchois) ;
- la betoulle : le bouleau (betule) ;
- une ageasse : une pie (ajaçe) ;
- acoter : s'appuyer (acotaer).

## Tourisme

### Résidences secondaires
Selon le recensement général de la population du 1er janvier 2008, 8,3 % des logements disponibles dans le département étaient des résidences secondaires.
Ce tableau indique les principales communes du Cher dont les résidences secondaires et occasionnelles dépassent 10 % des logements totaux en 2008 :
| Ville               | Population municipale | Nb de logements | Nb de résidences secondaires | % Résidences secondaires |
| ------------------- | --------------------- | --------------- | ---------------------------- | ------------------------ |
| Sainte-Montaine     | 212                   | 238             | 125                          | 52,5                     |
| Saint-Saturnin      | 424                   | 467             | 166                          | 35,5                     |
| Sens-Beaujeu        | 426                   | 340             | 116                          | 34,1                     |
| Jars                | 486                   | 386             | 128                          | 33,1                     |
| Brinon-sur-Sauldre  | 1 044                 | 783             | 216                          | 27,6                     |
| Préveranges         | 582                   | 538             | 148                          | 27,5                     |
| Sury-en-Vaux        | 728                   | 464             | 119                          | 25,6                     |
| Herry               | 1 075                 | 681             | 172                          | 25,3                     |
| Nançay              | 870                   | 576             | 126                          | 21,8                     |
| Savigny-en-Sancerre | 1 080                 | 681             | 142                          | 20,8                     |
| Graçay              | 1 557                 | 952             | 169                          | 17,7                     |
| Neuvy-sur-Barangeon | 1 250                 | 742             | 128                          | 17,2                     |
| Châteaumeillant     | 2 082                 | 1 290           | 197                          | 15,3                     |
| Sancerre            | 1 697                 | 1 061           | 161                          | 15,1                     |
| Saint-Satur         | 1 659                 | 1 000           | 151                          | 15,1                     |
| Henrichemont        | 1 800                 | 1 115           | 161                          | 14,4                     |
| Argent-sur-Sauldre  | 2 224                 | 1 280           | 142                          | 11,1                     |

- Source : Insee[18]